# جولدتيل ديمويزل

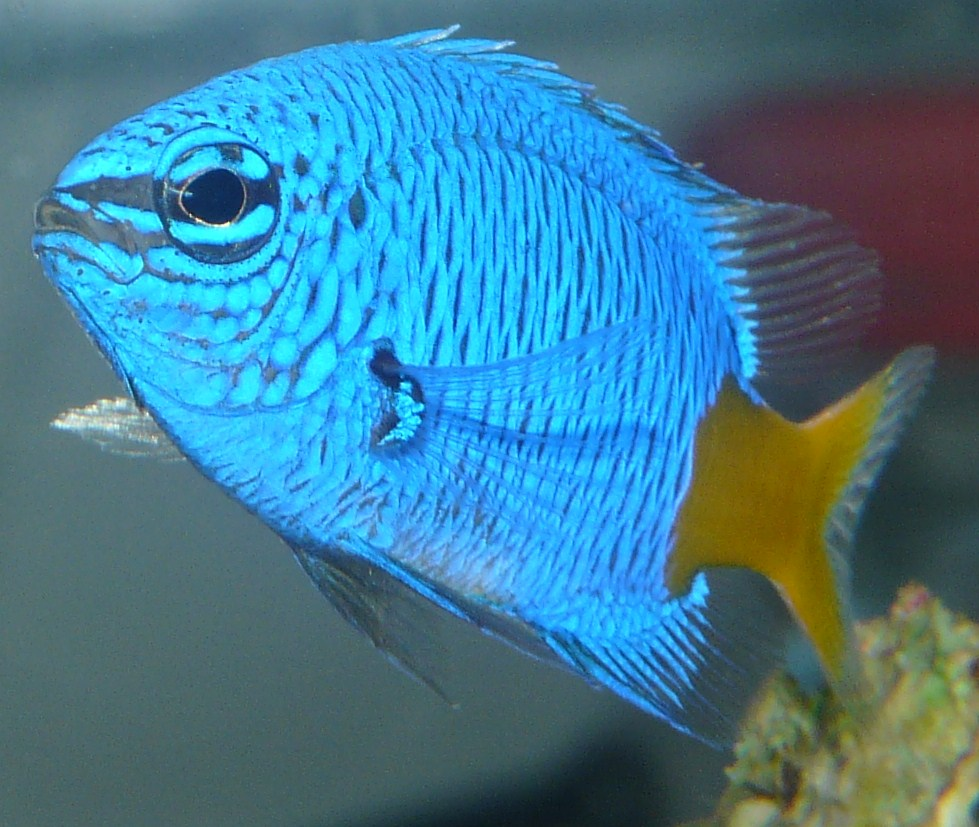

جولدتيل ديمويزل (بالإنجليزية: Goldtail demoiselle)‏، (باللاتينية: Chrysiptera parasema)، هي سمكة زينة من فصيلة الدامسل تتميز بلونها وسرعة حركتها، تعيش في اعماق من 1 إلى 16 متر وهي سمكه شعاب من الدرجأ الأولى وهي سهله التربية جدا حيث تتحمل الظروف الصعبة في الماء سواء في زيادة الاأمونيا أو نقص أو زياده الملوحة وهي من الأسماك الهادئة في الأحواض، طالما تتواجد سمكه منفرده الا في حاله وجود أكثر من سمكه من نفص الفصيلة تكون عدوانيه تجاه الأسماك الأخرى من نفص نوعها لانها تكون لها مناطق نفوذ خصوصا في الكهوف أو الشعاب. يفضل ان يقدم لها الطعام المتنوع من قشور أو ارتيميا أو طحال، والطعام المجهز من القشور ويقدم لها الطعام على مرات متفرقه في اليوم عللى ثلاث أو اربع مرات يوميا. السمكة سهلة التفريخ في الأحواض طالما وجدت لها المكان الأمن لوضع بيضها وطالما تواجد في الحوض ذكر وانثى فقط من نفس النوع والانثى لها القيادة في الحوض وهي أكبر حجما من الذكر ويكون لونها باهت لحد ما عن الذكر.